# 阿爾塔格拉西亞

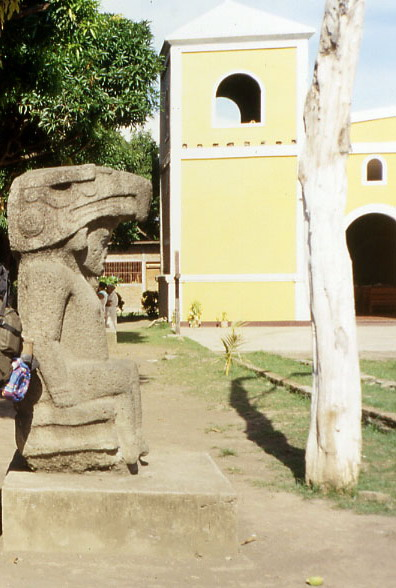
阿爾塔格拉西亞大教堂旁的雕塑公園

阿爾塔格拉西亞（西班牙語：Altagracia），是尼加拉瓜的城鎮，位於該國西南部，由里瓦斯省負責管轄，面積211平方公里，海拔高度86米，2005年人口19,955，人口密度每平方公里94.57人。
11°34′N 85°35′W / 11.567°N 85.583°W